# Cesáreo Castro
Cesáreo Castro Villarreal (Cuatrociénegas, 1856 – Città del Messico, 1944) è stato un generale e politico messicano che partecipò alla rivoluzione messicana.

## Biografia

### Maderismo
Nacque a Cuatrociénegas, Coahuila, nel 1856, figlio di Pablo Castro e Isabel Villarreal, e fratello del rivoluzionario Celso Castro. Orientato verso l'opposizione, fin dall'inizio aderì al movimento maderista, e partecipò come delegato alla Convenzione del Partito Nazionale Antirielezionista nell'aprile 1910, al quale aderì. Assecondò il Piano di San Luis Potosí e si alzò in armi il 20 novembre 1910 nella sua terra. Difese Francisco Madero contro la divisione di Pascual Orozco e le sue forze, con il grado di capitano nelle forze irregolari. Alla fine della rivolta si stabilì a Torreón. Era sposato con Esperanza Aranda Castillo.

### Costituzionalismo
A causa dell'usurpazione di Victoriano Huerta riprese le armi e fu uno dei firmatari del Piano di Guadalupe, già con il grado di colonnello. Vicino a Venustiano Carranza e Pablo González Garza, da allora fu un importante tassello del costituzionalismo. Operò a Nuevo León e Tamaulipas. Durante l'attacco a Matamoros nel giugno 1913, fu promosso colonnello, comandante del reggimento dei Regionali di Coahuila, con 355 uomini entrò in avanguardia prendendo l'Impianto di Luce e Forza Motrice. Nell'ottobre 1913 partecipò all'attacco a Monterrey, anche se non fu nominato generale se non fino all'aprile 1914 quando riuscì a conseguire una posizione così importante. Servì come mediatore prima dell'intensificazione del conflitto tra Pancho Villa e Venustiano Carranza nel cosiddetto Patto di Torreón. Alla rottura tra le due parti, rimase dalla parte del Carranzismo. Partecipò alla campagna del Bajío contro Villa, distinguendosi nei combattimenti a Celaya e León come capo della cavalleria sotto il comando del generale Álvaro Obregón. Dal 1916 al 1917 servì come governatore di Puebla. In seguito ricoprì diversi quartier generali militari, portando avanti tenaci campagne di pacificazione.

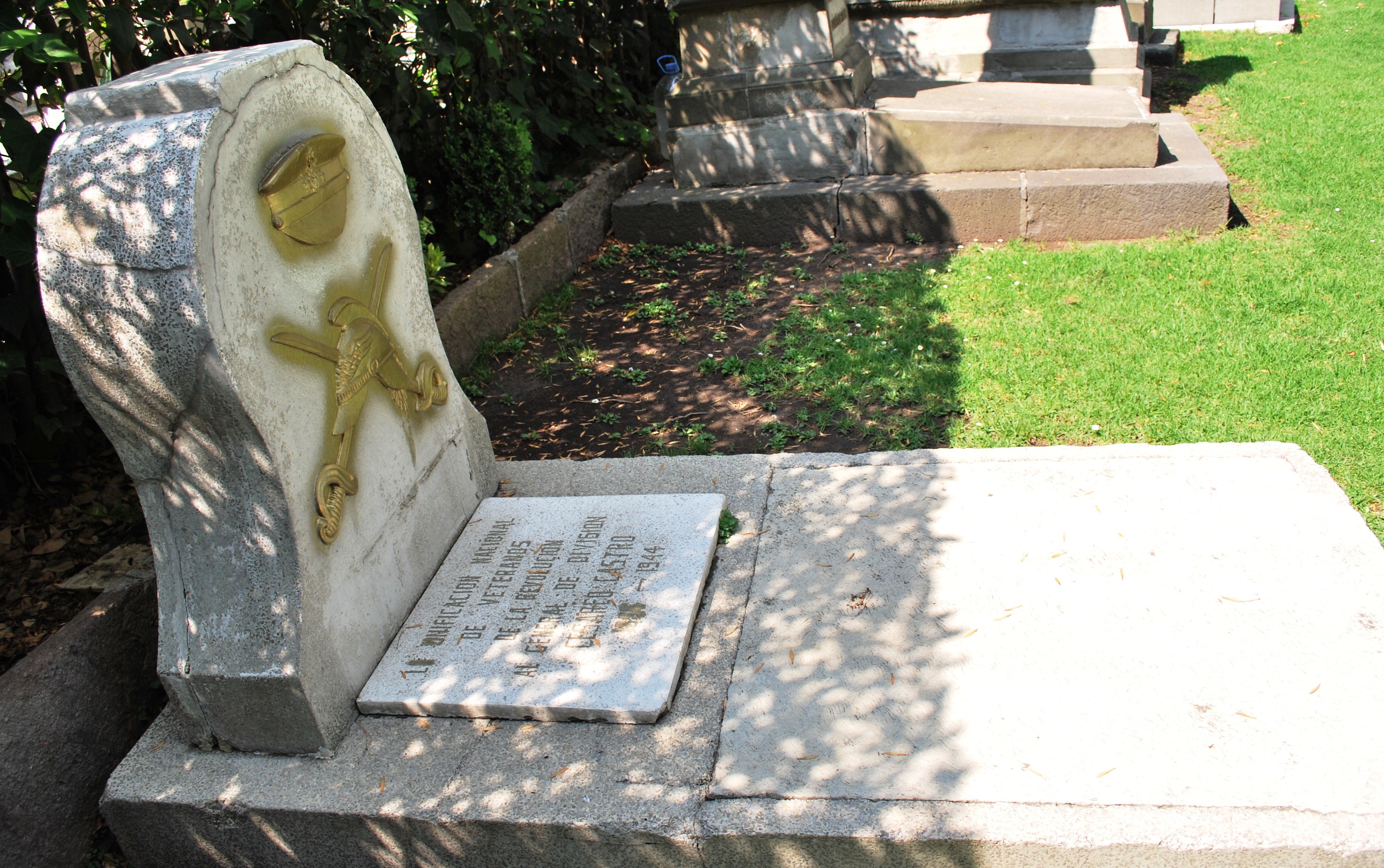
La tomba di Cesáreo Castro alla Rotonda delle Persone Illustri

Durante il frangente della metà degli anni 1920, che si concluse con il rovesciamento di Venustiano Carranza e il trionfo dell'Obregonismo, emigrò negli Stati Uniti d'America. Ricomparve sulla scena politica nel 1929, aderendo alla ribellione escobarista. Tornò in politica durante la presidenza di Abelardo Luján Rodríguez e fu capo del registro civile. Nel 1940 tornò nell'esercito e due anni dopo fu promosso generale di divisione. Morì a Città del Messico nel 1944 e le sue spoglie furono depositate nella Rotonda delle Persone Illustri.